# 自在亭
自在亭是位于浙江省舟山市普陀山的一座泰式凉亭，高8米，占地17.3平方米，2007年4月由泰国诗琳通公主访问普陀山时捐资而建。2010年3月13日，6名泰国工匠从泰国运来3000多个部件到普陀山拼凑而成，同年8月27日正式落成。
自在亭为纪念中泰建交35周年而建立，耗时三年设计；外观使用了中华人民共和国国旗和泰国国旗的混合配色，象征中泰关系源远流长。顶部用玻璃雕刻成莲花等泰式图案。